# Chessmaster
Chessmaster er en serie skak-computerspil, der er ejet og udviklet af Ubisoft. Det første spil udkom i 1986, kaldet Chessmaster 2000 og efterfølgende udgaver kom hvert eller hvertandet år indtil 2007, hvor Chessmaster: Grandmaster Edition udkom.
Det samlede salg af Chessmaster-serien havde solgt 1 millioner eksemplarer i september 1996. Serien nåede 5 millioner solgte eksemplarer i 2002, hvilket gjgør det til den bedst-sælgende computerskak-serie nogensinde.

## Spil
- 1986: The Chessmaster 2000[5]
- 1988: The Fidelity Chessmaster 2100[6]
- 1989: The Chessmaster
- 1991: The Chessmaster 3000
- 1993: The Chessmaster 4000 Turbo
- 1995: The Chessmaster 4000
- 1995: Chessmaster 3D[7]
- 1996: Chessmaster 5000
- 1997: Chessmaster 5500
- 1998: Chessmaster 6000
- 1999: Chessmaster 7000[8]
- 2000: Chessmaster 8000
- 2002: Chessmaster 9000[1]
- 2004: Chessmaster
- 2004: Chessmaster 10th Edition
- 2007: Chessmaster: Grandmaster Edition (ogås kaldet Chessmaster 11: Grandmaster Edition)[9]